# Forum (torg)

Forum Romanum i Rom, Italien

Ett forum (latin forum "allmän plats utomhus",  plural fora, på svenska; fora eller forum) var ett torg i ett romersk municipium, eller  civitas, reserverad främst för försäljning av varor; alltså en marknadsplats, tillsammans med byggnaderna som användes för butiker och stoorna som används för öppna bås. Många fora byggdes på avlägsna platser längs en väg av magistraten som var ansvarig för vägen, vilket betydde att forumet var den enda bosättningen på platsen och fick sitt eget namn, till exempel Forum Popili eller Forum Livi.

## Forumets funktioner
Förutom sin standardfunktion som marknadsplats var ett forum en samlingsplats med stor social betydelse och ofta platsen för olika aktiviteter, inklusive politiska diskussioner och debatter, rendezvous, etc.
Varje municipium hade ett forum. Efter uppkomsten av den romerska republiken fungerade det mest kända forumet i den romerska världen, Forum Romanum i Rom som en modell för nybyggnation. Vid den sena republikens utbyggnad hade renovering av stadens forum inspirerat Pompejus Magnus att skapa teatern i Pompejus år 55 f.Kr. Teatern inkluderade ett massivt forum bakom teaterarkaderna som kallas Porticus Pompei (Colonnades of Pompey). Strukturen var föregångaren till Julius Caesars första kejserliga forum och alla följande.
Andra stora fora finns i Italien; de ska dock inte förväxlas med piazzan i den moderna staden, som kan ha sitt ursprung i ett antal olika typer av gamla medborgerliga centrum, eller mer troligtvis var av eget slag. Medan de liknade i användning och funktion som fora, skapades de flesta på medeltiden och är ofta inte en del av den ursprungliga stadens fotavtryck.

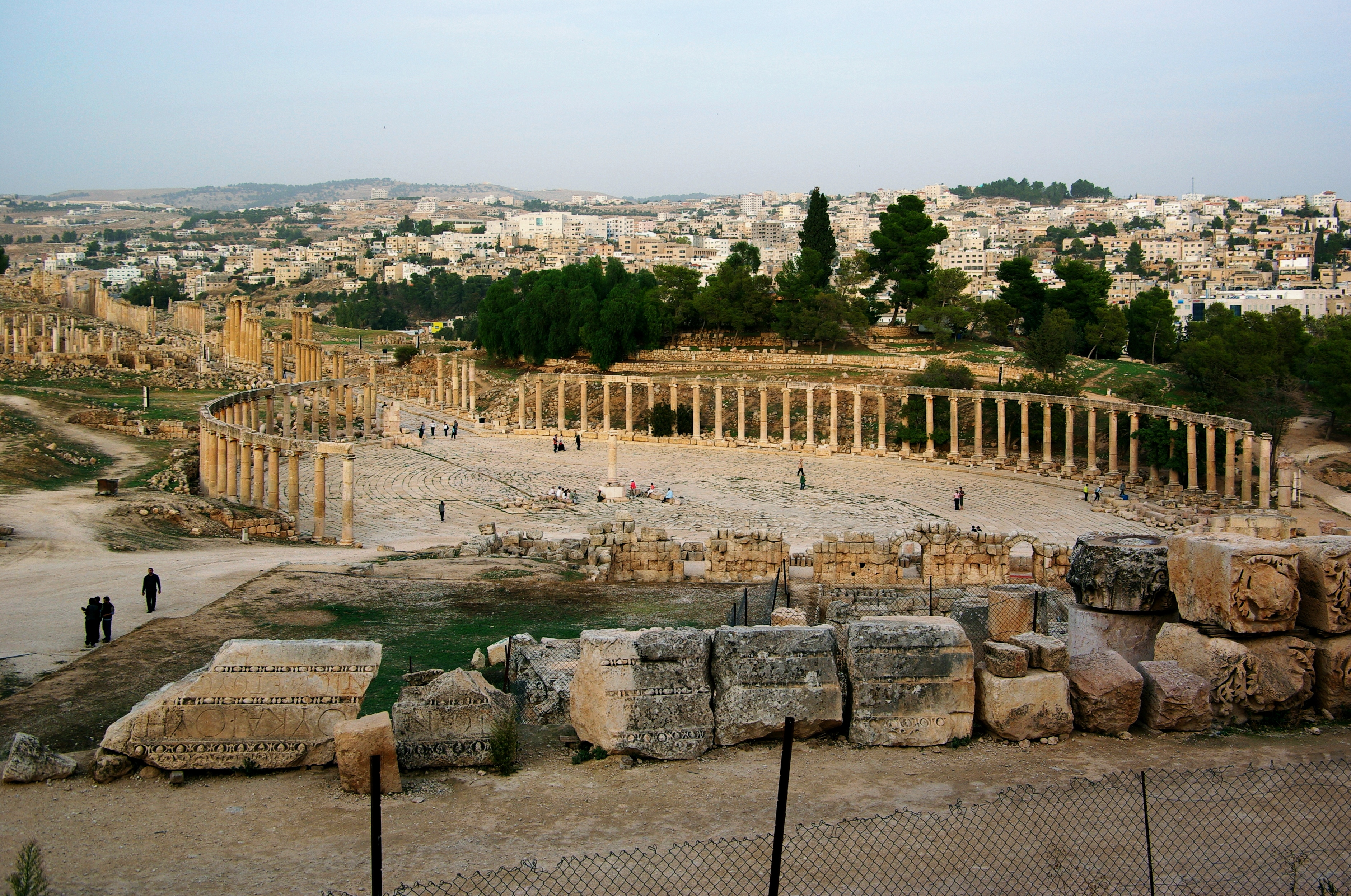
Jarashs forum i Jordanien. Kolumnerna markerar platsen för en stoa, eller täckt gångväg, där bås för utomhusleverantörer kan vara belägna i dåligt väder. Notera den halvcirkelformade formen och spåren av ett centralt podium, med liknande funktion som en teater.

Fora var en vanlig del av varje romersk provins i republiken och imperiet, med arkeologiska exempel på:
- Forum i Plovdiv, Bulgarien
- Forum i Filippi, Grekland
- Forum i Thessaloniki, Grekland
- Forum i Beirut, Libanon
- Forum och Provincial Forum of Mérida, Spanien
- Colonial forum och Provincial forum i Tarragona, Spanien

I nya romerska städer var forumet vanligtvis beläget vid, eller strax utanför, skärningspunkten mellan de viktigaste nord-syd- och öst-västra gatorna (cardo och decumanus maximus). Alla fora skulle ha ett Jupitertempel i norra änden, och skulle också innehålla; diverse andra tempel, basilikan, ett offentlig vikt- och måttbord med våg så att marknaden inte kunde lura kunderna, och hade ofta de lokala baden i närheten. Vid valtider höll kandidaterna tal på tempelstegen eller en dedikerad talarplattform som kallas för rostra.

## Typiska forumstrukturer
- Basilika
- Romerska bad
- Romerskt tempel
- Äreport
- Segerkolonn

## Motsvarande platser i andra kulturer
- Agora
- Medborgarcentrum
- Internetforum
- Piazza
- Plateia
- Torg